# Aldershot Town Football Club
O Aldershot Town Football Club é um clube de futebol da Inglaterra situado na cidade de Aldershot, no condado de Hampshire. Atualmente disputa a National League, equivalente à quinta divisão do Campeonato Inglês. O clube foi fundado em 1992 após o fechamento do então endividado Aldershot F.C.

## História

### Primeiros anos
Em março de 1992, a cidade de Aldershot estava sem um clube de futebol depois que o local Aldershot F.C. se tornou o primeiro time da Football League, depois do Accrington Stanley em 1962, a se licenciar durante o campeonato. Aldershot Town foi criado pouco depois no mesmo ano, e começou disputando a Isthmian League Division Three. Mesmo o time jogando cinco divisões abaixo da Football League, o público presente nos jogos em casa para a sua primeira temporada era maior que o do antigo. A equipe conseguiu dez vitórias em sequência comandados pelo seu ex-jogador e então técnico Steve Wignall e venceu o campeonato com uma margem de 18 pontos para o segundo colocado.
Mais uma promoção e uma chegada às quartas de final na FA Vase foram conseguidas na temporada 1993-94. Na temporada 1994-95, após a saída de Steve Wignall para o Colchester United, Steve Wigley assumiu a equipe. O time terminou com seis vitórias seguidas, mas não foi promovido por um diferença de gols. Depois de não conseguir por pouco a subida de divisão nas duas temporadas seguintes, Wigley deixou o time para se dedicar às categorias de base do Nottingham Forest e foi substituído por George Borg. O público no estádio continuou a crescer neste período, e a rodada final da Isthmian League First Division de 1997-98, vencida pelo Aldershot, levou 4.289 pessoas para o Recreation Ground - um recorde na liga. O sucesso com Borg continuou com a Isthmian League Cup, duas Hampshire Senhor Cup e um vice-campeonato na Isthmian Premier Division.
O time B foi recriado em 2000-01 e entrou na Suburban League. Na Copa da Inglaterra de 2000-01, Aldershot recebeu um time da liga pela primeira vez desde a refundação de seu local, quando o Brighton & Hove Albion visitou a cidade para um duelo na primeira fase, mas o público recorde de 7.500 pessoas viu o time da casa perder. Na temporada seguinte, os Shots seguraram o Bristol Rovers em um empate em casa, mas novamente perderam a chance de avançar para a segunda fase após perder o segundo jogo em Bristol.
George Borg deixou a equipe em novembro de 2001 após a pressão dos torcedores e foi substituído por Terry Brown. Sua primeira vitória veio no segundo jogo da semi-final do Hampshire Senior Cup, vencido pelos Shots naquele ano sobre o Havant & Waterlooville. Em sua primeira temporada completa, Brown reformulou o elenco e no meio de novembro o time estava no topo da tabela, posição que não deixada até o final, conseguindo a promoção para a Football Conference. O bicampeonato na Hampshire Senior Cup também veio com uma vitória de 2x1 sobre o Bashley.

### Football Conference
Um público de 3.680 pessoas viu o primeiro jogo dos Shots na Conference, uma vitória de 2x1 sobre o Accrington Stanley. O time ficou nas posições de play-off durante quase todo campeonato, exceto por 3 dias. A equipe conseguiu seu melhor resultado na Copa da Inglaterra, chegando à segunda fase. Também conseguiu chegar a sua primeira semifinal de FA Trophy, perdendo para o vencedor Hednesford Town e tendo a média recorde de 3.303 torcedores em casa.
Um empate de 1x1 com o Tamworth na última rodada levou os Shots para os play-offs em busca de um lugar na Football League. O primeiro jogo contra o Hereford United terminou empatado em 1x1. O segundo ficou no 0x0, assim como a prorrogação, levando a decisão para os pênaltis. Os Shots venceram por 4x2 e foram para a final contra o Shrewsbury Town. A decisão foi para as penalidades após empate de 1x1 no tempo normal e na prorrogação, e foi vencida pelo time de Shrewsbury após vencer por 3x0 nas cobranças.
A partir de julho de 2004, o Aldershot Town se tornou um time totalmente profissional. Na temporada 2004-05 o clube igualou sua melhor campanha na Copa da Inglaterra, ao chegar à segunda fase e perder por 5x1 para o Hartlepool United. Depois de um início devagar no campeonato, os Shots conseguiram chegar aos play-offs na última rodada. Após vencerem o primeiro jogo contra o Carlisle United por 1x0, o Aldershot viu a chance de promoção ir embora ao perder nos pênaltis, depois de o segundo jogo terminar em 2x1 para o Carlisle (2x2 no placar agregado).
As duas temporadas seguintes não tiveram o mesmo sucesso para os Shots. Em 2005-06 o elenco sofreu numerosas lesões, terminando em 13º na tabela. O time conseguiu chegar à segunda fase da Copa da Inglaterra, perdendo em casa por 1x0 para o Scunthorpe United. A temporada seguinte também foi decepcionante, com o clube terminando em nono lugar e 13 pontos distante dos play-offs. Terry Brown deixou o cargo de técnico, e Martin Kuhl assumiu interinamente. Ao menos o time conseguiu chegar pela primeira vez à terceira fase da Copa da Inglaterra, perdendo por 4x2 para o Blackpool.
Em maio de 2007, Gary Waddock foi escolhido como novo treinador. Os Shots começaram bem a temporada, perdendo poucos jogos antes da virada do ano. Jonny Dixon foi vendido para o Brighton & Hove Albion na janela de transferências de janeiro por um então recorde no clube de £56.000. O time terminou no topo da Conference Premier com um recorde de 101 pontos e foram promovidos para a Football League pela primeira vez desde sua refundação, terminando a temporada com dezoito jogos seguidos sem perder.
A equipe também chegou à final da Conference Premier Cup depois de uma vitória nos pênaltis por 4x3 sobre o Woking na semifinal. A decisão, jogada no Recreation Ground, foi contra o Rushden & Diamonds. Após o empate de 1x1 no tempo normal e 3x3 na prorrogação, os Shots foram campeões ao vencerem nos pênaltis por 4x3.

### Football League

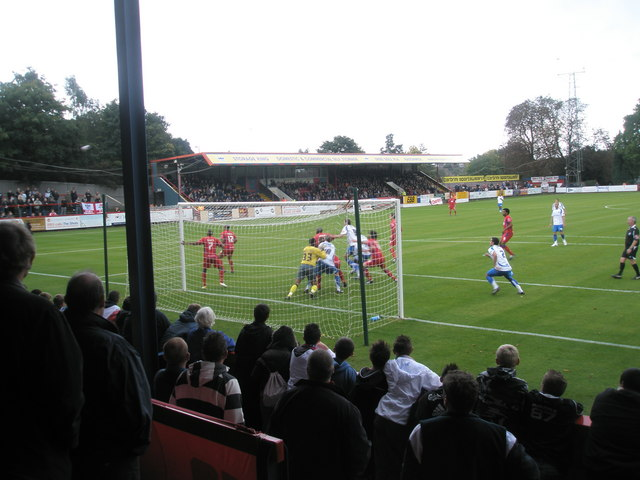
Jogo contra o Bury pela League Two em 2008.

Dezesseis anos depois do encerramento das atividades do Aldershot FC, a cidade de Aldershot tem novamente um time na Football League. O clube manteve a maior parte do elenco campeão na temporada anterior, e contratou novos jogadores, tanto definitivamente quanto por empréstimo. Gary Waddock e Martin Kuhl estenderam seus vínculos ao renovarem por três anos. Joel Grant foi vendido para o Crewe Alexandra por £130.000, o novo recorde do clube. No primeiro dia da temporada 2008-09, os Shots venceram seu primeiro jogo na Football League em seu retorno sobre o Accrington Stanley por 1x0. Quatro dias depois, o time disputou a sua primeira partida na história na Copa da Liga, perdendo por 3x1 para o Coventry City. O clube terminou na 15ª colocação na League Two.
Dois meses depois do início da temporada de 2009-10, o técnico Gary Waddock e o assistente Martin Kuhl aceitaram a oferta do Wycombe Wanderers e deixaram o clube. Jason Dodd assumiu interinamente como técnico, com Paul Williams como assistente técnico, antes de Kevin Dillon assumir permanentemente em novembro de 2009. Sob nova direção, os Shots terminaram a temporada em sexto,  alcançando os play-offs, no qual perderam para o Rotherham United no placar agregado de 3x0.
Em janeiro de 2011, Kevin Dillon e o assistente Gary Owers deixaram o clube após um acordo entre as duas partes, com o clube em 20º na League Two e vencendo 6 de 22 jogos no campeonato. Dillon foi substituído por Dean Holdsworth. Holdsworth conseguiu evitar o rebaixamento. Na temporada de 2011-12, o time ficou em 11º no campeonato e fez uma boa campanha na Copa da Liga, recebendo o Manchester United em casa, numa partida que terminou em 3x0 para os Reds. Holdsworth foi demitido em fevereiro de 2013, com a equipe em 20º na League Two.

### Recuperação judicial e retorno à Conference
Em 1º de maio de 2013, o Aldershot declarou estar com problemas financeiros, atrasando os salários dos jogadores. O diretor executivo Andrew Mills anunciou sua demissão dizendo que não havia nenhuma evidência que o maior acionista Kris Machala tinha como bancar o clube. O diretor Tony Knights admitiu que o clube estava "sangrando dinheiro". Em 2 de maio de 2013, apenas 5 dias depois de ser rebaixado da Football League, o Aldershot Town entrou oficialmente em recuperação judicial. O clube caiu com dívidas de mais de £1 milhão.
Em agosto de 2013, o clube confirmou a sua compra por um consórcio controlado por Shahid Azeem, juntamente com a confirmação de um acordo lucrativo com o Chelsea para receber um número significante de partidas das categorias de base do time em seu estádio durante os dois anos seguintes.

## Títulos e campanhas de destaque
- Ligas
- National League : 2007-08
- Copas
- FA Trophy : 2024-25
- Campanhas em destaque
- League Two Play-offs:
  - Semi-finalistas: 2009-10
- Conference Premier Play-offs:
  - Vice-campeões: 2003–04
  - Semi-finalistas: 2004–05

## Elenco Atual
- Atualizado em 6 de Fevereiro de 2016[21]

Legenda
- : Capitão
- : Jogador suspenso
- : Jogador lesionado

## Uniformes

### 1º Uniforme
| 2020–2022 | 2018–2020 | 2016–2018 | 2014–2016 | 2013–2014 |

### 2º Uniforme
| 2020–2022 | 2018–2020 | 2016–2018 | 2014–2016 | 2013–2014 |

### 3º Uniforme
| 2020–2022 | 2018–2020 | 2016–2018 | 2014–2016 | 2013–2014 |